# António Gomes Leal

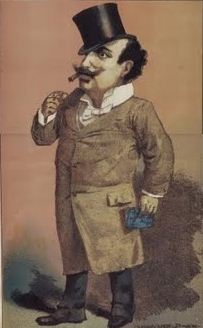
Antonio Duarte Gomes Leal

António Duarte Gomes Leal (* 6. Juni 1848 in Lissabon, Portugal; † 29. Januar 1921 in Lissabon) war ein portugiesischer Lyriker und Journalist. Er wird auch als der „portugiesische Baudelaire“ bezeichnet.

## Leben
Gomes Leal wurde 1848 in Lissabon als uneheliches Kind eines Zollangestellten geboren und wuchs mit Mutter und Schwester ohne Vater auf. Er besuchte Literatur-Kurse an der Universität Lissabon, die er ohne Abschluss abbrach. Zunächst als Schreiber für einen Notar in Lissabon angestellt, wechselte er ins journalistische Fach und war für diverse Zeitungen tätig. 1872 gründete er die Zeitschrift O Espectro de Juvenal. 1875 veröffentlichte er sein erstes Buch, den Gedichtband „Claridades do Sul“, der aufgrund des Todes seiner geliebten Schwester entstanden war. 1910 trat er zum Katholischen Glauben über. Nach dem Tod der Mutter lebte er in Obdachlosigkeit und auf Parkbänken, da er seinen Beruf als Journalist aufgrund seines Alkoholismus nicht mehr ausüben konnte. Er erhielt später eine kleine Pension vom portugiesischen Staat, die ihn einigermaßen bis zu seinem Tode über Wasser hielt.
Am 29. Januar 1921 starb er an den Folgen seines starken Alkoholismus in Lissabon.
Eine deutsche Auswahlübersetzung wird derzeit von Cornelius van Alsum erarbeitet. 2025 sind sechzig Sonettübertragungen in der edition offenes feld erschienen. Der weitaus größte Teil von Gomes Leals Werk ist aber bis heute nicht ins Deutsche übersetzt worden.

## Bedeutung
Gomes Leal wird auch der portugiesische Baudelaire genannt. Er war der erste Lyriker und Autor in Portugal, der sich mit Dekadenz, Okkultismus und Satanismus in seiner Literatur beschäftigte. Baudelaire war sein Vorbild. Seine Gedichte sind von Ultra-Romantik, den Parnassiens und z. T. auch vom Symbolismus geprägt. So sind etwa Engel, Dämonen, der Teufel und die Verworfenheit der Welt seine Figuren.
In seinem dramatischen Gedicht O Anti-Cristo (Der Antichrist) entwirft ein düsteres Bild des Unterganges der materialistischen Zivilisation und der Erde, wofür er vor allem die Wissenschaft und Technik sowie den Unglauben der Menschen verantwortlich macht. Der Weltuntergang vollzieht sich in sieben Phasen, die den sieben Schöpfungstagen entsprechend bis hin zu einer großen Ruhe führen. In diesen seinen Visionen versucht er, die Ausdrucksmittel des Naturalismus und des Symbolismus miteinander zu verbinden und kommentiert den Verlauf mit scharfem Sarkasmus, wobei die sprachliche Gestaltung mit der visionären Kraft nicht immer mithalten kann.
Der portugiesische Schriftsteller Fernando Pessoa (1888–1935) bezeichnet ihn ausdrücklich als eines seiner Vorbilder und widmete ihm in seinem Werk Mensagem gar ein eigenes biographisches Gedicht.

## Werk (Auswahl)
- Claridades do Sul, 1875, Lyrik.
- A fome de Camoes, 1880, Lyrik.
- Historia de Jesus, 1883, Lyrik.
- O Anti-cristo, 1886, vermehrte Neufassung 1907, Lyrik.
- Fim de um mundo, 1900, Lyrik.
- A senhora de melancholia, 1910, Lyrik.
- in deutscher Übersetzung: Sechzig Sonette. Aus dem Portugiesischen übertragen von Cornelius van Alsum, 2025 (edition offenes feld 124), ISBN 9783758314674.